# Маргиналии

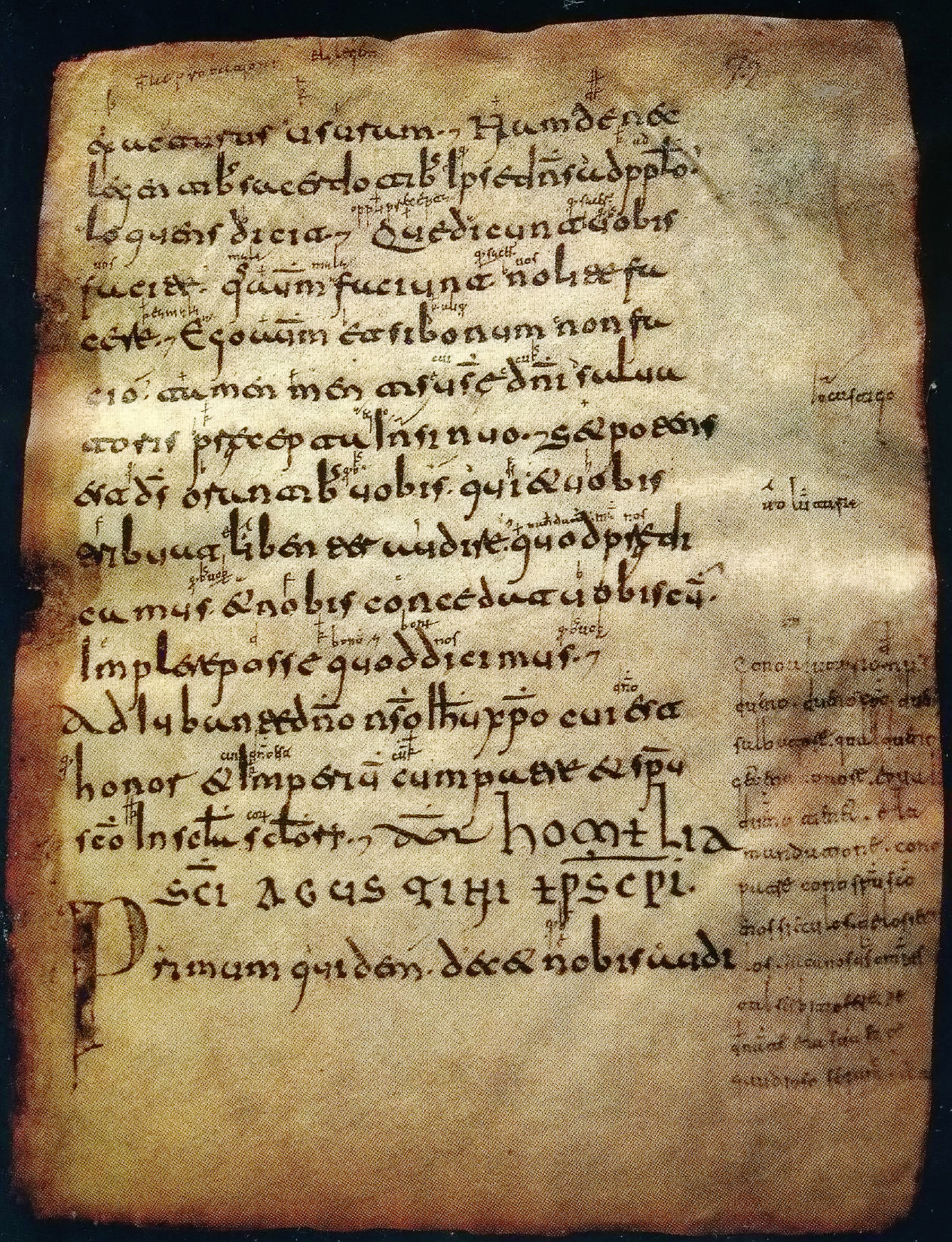
Кодекс Aemilianensis 60 с пометами на полях

Маргиналии (позднелат. marginalis «находящийся на краю»; от лат. margo «край») — рисунки и записи на полях книг, рукописей, писем, содержащие комментарии, толкования, мнения относительно фрагментов текста или мысли, вызванные ими.

## Маргиналии на полях древних книг

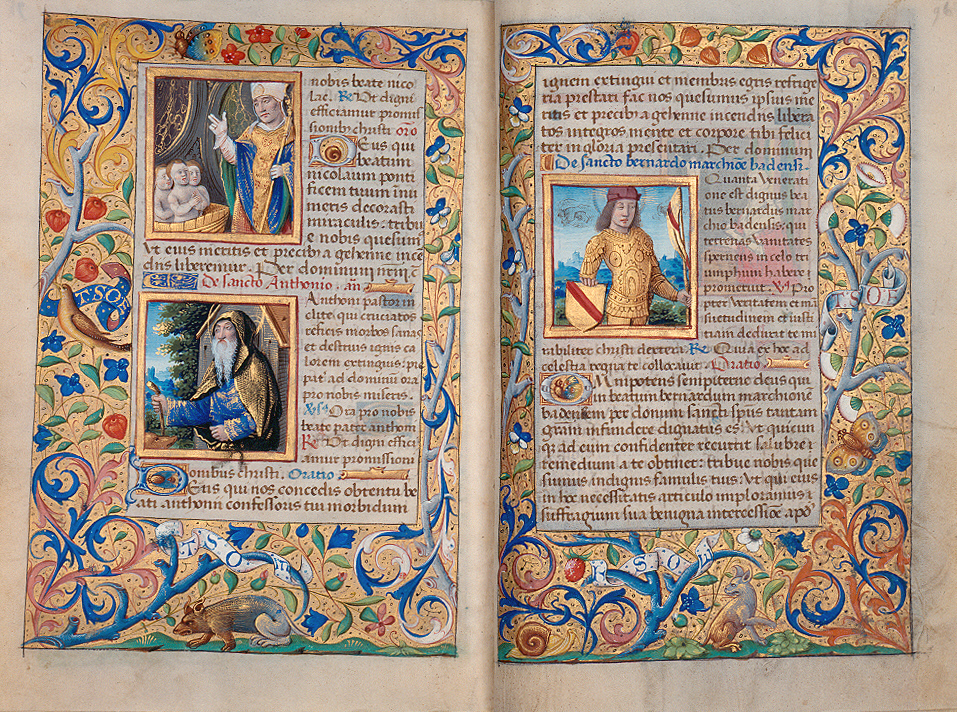
«Кодекс Дурлах» с полями, обильно украшенными растительным орнаментом

Рисунок и надпись: «увы мне грешному увы мне скве…», оставленные писцом рядом с допущенной им опиской. Требник, первая пол. XV в.

Первоначально «маргинал» — рисунки и орнаменты, украшающие поля средневековой иллюстрированной рукописи, а подчас даже надписи на них или рядом с ними, которые могли совершенно не соответствовать общей концепции оформления книги. Это могут быть записи, связанные с усталостью переписчика, или заметки о событиях, произошедших в его личной жизни, а также извинения за допущенные в тексте ошибки (пример — «Апокалипсис» с роскошно выполненными сценами конца света, а на полях надпись переписчика: «как болят пальцы от холода» или «когда я наконец закончу эту главу»). Широко известны маргиналы в Остромировом Евангелии. В Ирмологии, список которого датируется 1343/44 годом, переписчик, Филипп Михалев сын Морозович, оставил следующую заметку: «О господи, помози, о господи, посмеши: дремота неприменьная и в сем рядке помешахся».

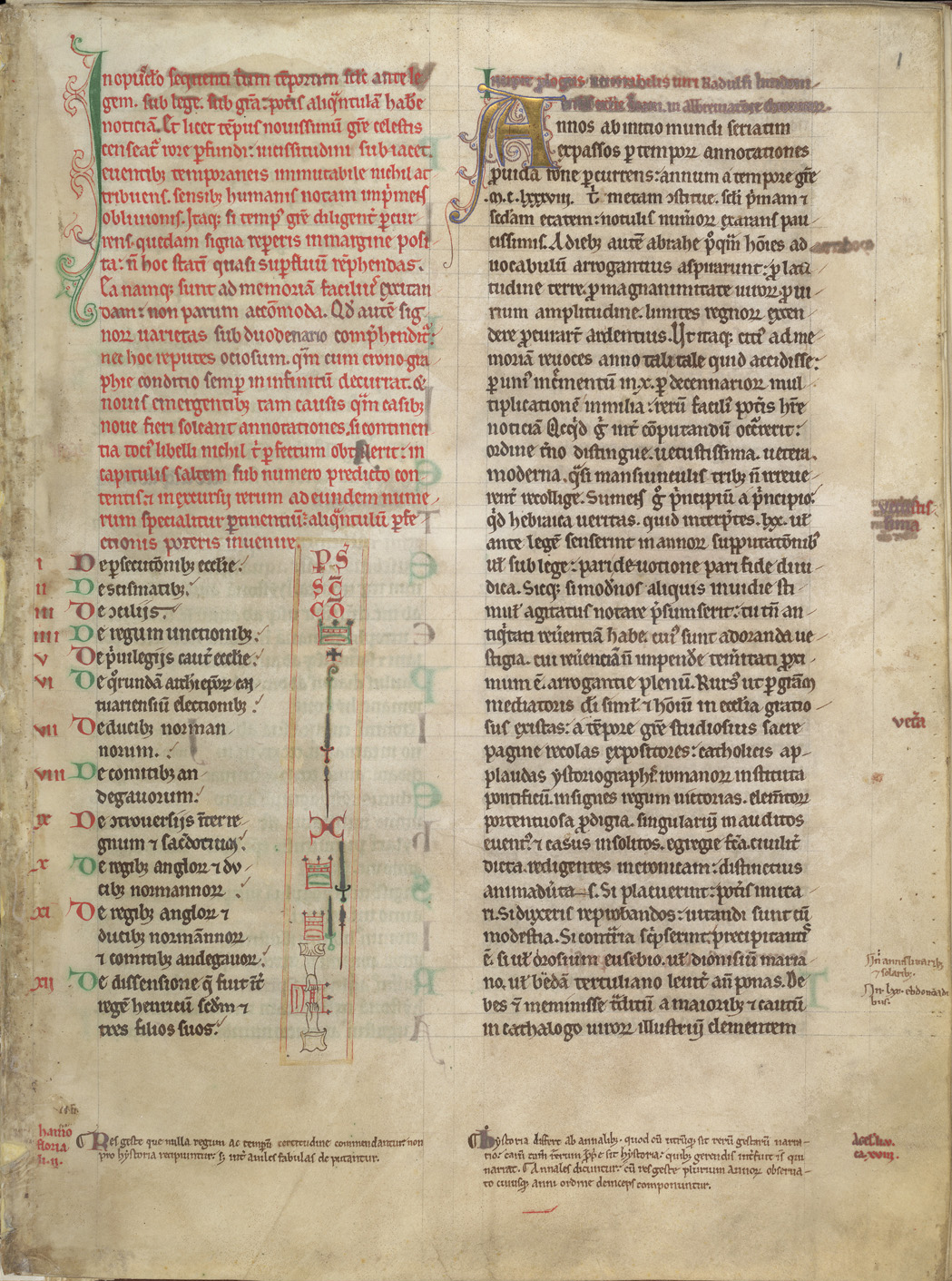
Лист рукописи «Сокращения хроник» Радульфа де Дисето с таблицей условных значков

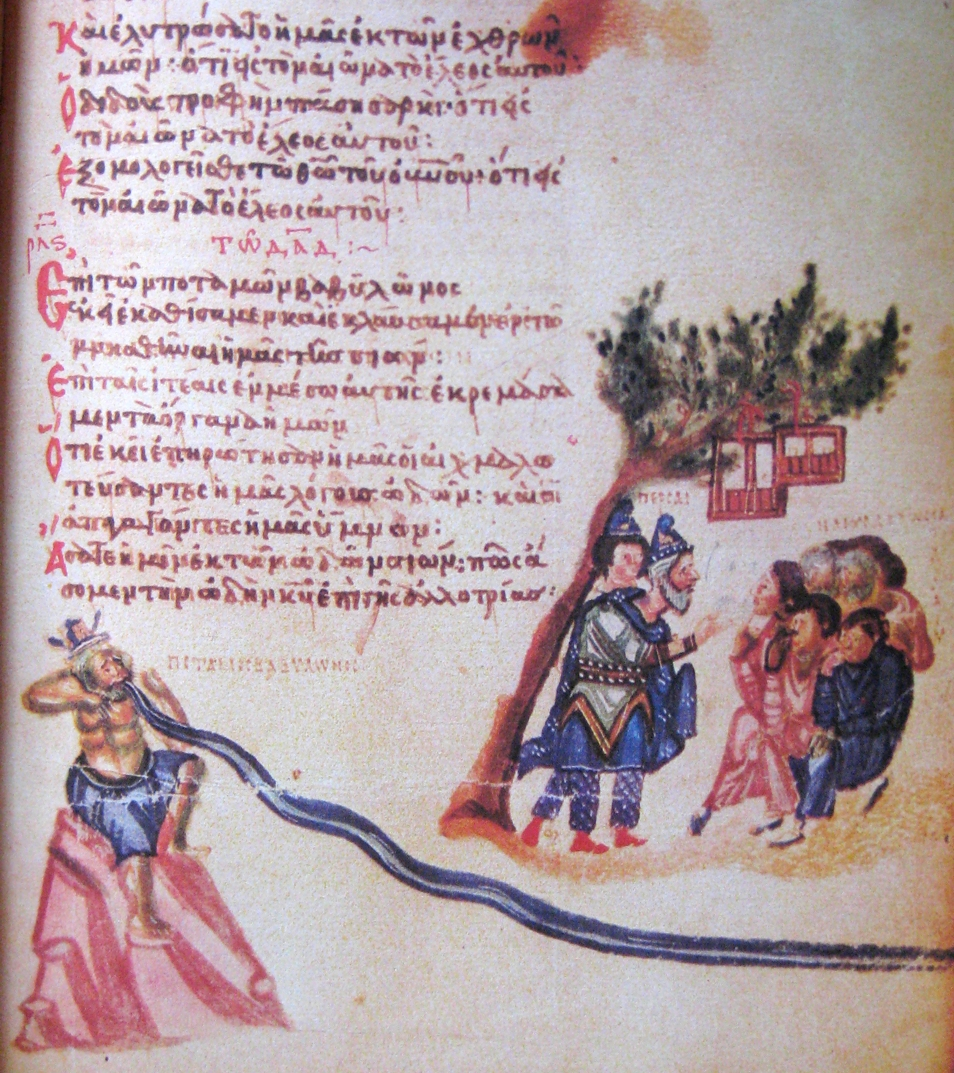
Хлудовская псалтырь, псалом «На реках Вавилонских» с маргинальными иллюстрациями, изображающими иудеев

В средневековой историографии отметки на полях рукописей могли использоваться вместо ссылок. Первым стал использовать их ещё в эпоху Каролингов архиепископ Реймский Гинкмар. В XII веке английский хронист Радульф де Дисето разработал для своего «Сокращения хроник» целую систему из двенадцати подобных символических значков, сведя их в помещённую в предисловии таблицу. Так, выборы архиепископов Кентерберийских отмечались у него на полях рисунком жезла, коронование английских королей — изображением короны, правление герцогов Нормандских — мечом, а графов Анжуйских — копьём. В XIII столетии его примеру последовал хронист из Сент-Олбанса Матвей Парижский, а в XV-м историк и агиограф Джон Капгрейв использовал для отметок на полях маленькие трилистники.
С течением времени рисунки-маргиналии выделились в отдельный вид иллюстрирования рукописей — дролери́ (фр. drôlerie, англ. drollerie, от фр. drôle — забавный), получившие распространение в эпоху готики. Как и другие виды маргиналий, дролери представляли собой иллюстрации на полях рукописей, но практически никогда не имели ничего общего с содержанием текста, нося прежде всего развлекательный (реже — поучительный) характер. Изображения на них могли быть юмористическими и фантастическими, содержали отсылки на некоторые литературные произведения (например, на сатирический «Роман о Лисе»), нередко туалетный и скабрёзный юмор (в частности, многие из персонажей портят воздух, также могут присутствовать изображения гениталий). Фантазийный характер дролери выражается в изображении «химер» из различных частей тел животных и людей, а также антропоморфных животных, в том числе носящих человеческую одежду. Нередко в дролери обыгрывался сюжет т. н. «перевёрнутого мира», где привычное мироустройство выворачивалось наизнанку. Дролери стали одним из источников появления в Рунете мемов, объединённых под общим названием «Страдающее Средневековье».

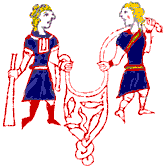
Маргиналия с двумя рыбаками из Фроловской Псалтири

Одной из самых известных маргиналий древнерусских рукописей является буквица «М», открывающая 128-й псалом т. н. Фроловской псалтири, датирующейся XIV веком. Она представляет собой изображение двух бранящихся рыбаков, тянущих одну сеть. Сопровождающие надписи располагаются над их головами: первый рыбак говорит второму: «Потяни, корвин сын!» (др.-рус. Потѧни корвин снъ), на что тот отвечает: «Сам еси таков!» (др.-рус. Самъ еси таковъ). Предположительно, обращение «корвин сын» надо интерпретировать как «курвин сын», то есть сын курвы, шлюхи, распутной женщины. В берестяной грамоте № 531, представляющем собой письмо некой Анне к своему брату Климяте, говорится, что её муж оскорбил её и её же сестру: «назовало еси сьтроу мою коровою и доцере блѧдею». По мнению видного советского археолога Бориса Рыбакова, эта маргиналия с бранной подписью является свидетельством утраты древнерусским обществом XIV века благоговейного отношения к предметам церковного обихода. Маргиналии схожего характера встречались и в буквицах других древнерусских рукописей: так, на буквице «Р» в Евангелии 1355 года изображён человек, опрокидывающий на себя большой ушат, рядом дописка — «обливается водою».

## Маргиналии известных читателей
Историки, занимавшиеся изучением творческого наследия классиков марксизма-ленинизма, свидетельствуют, что в книгах из личных библиотек В. И. Ленина и И. В. Сталина имеется множество пометок, комментариев, автографов, сделанных чернильными ручками и карандашами красного и синего цвета.
Огромное количество пометок сохранилось на полях книг из личной библиотеки Вольтера. Эти записи были изданы в нескольких томах под названием «Корпус читательских помет Вольтера».

## Маргиналии как литературный жанр
В литературе XX века функциональные особенности маргиналий подталкивают разных авторов к использованию термина в качестве определения их произведений — преимущественно лирических, своего рода «записок на полях» или «мыслей вслух».

## Маргиналии в типографике
В современной типографике маргиналией или «фонариком» называется заголовок, расположенный на поле страницы. Обычно такие заголовки применяются в учебных или справочных изданиях, чтобы облегчить поиск по справочным сведениям или не разрывать изложение материала. В большинстве случаев рекомендуется избегать применения заголовков-маргиналий, так как они снижают размер области листа, отведённой под основной текст.

## Галерея

Дролери и маргиналии средневековых рукописей
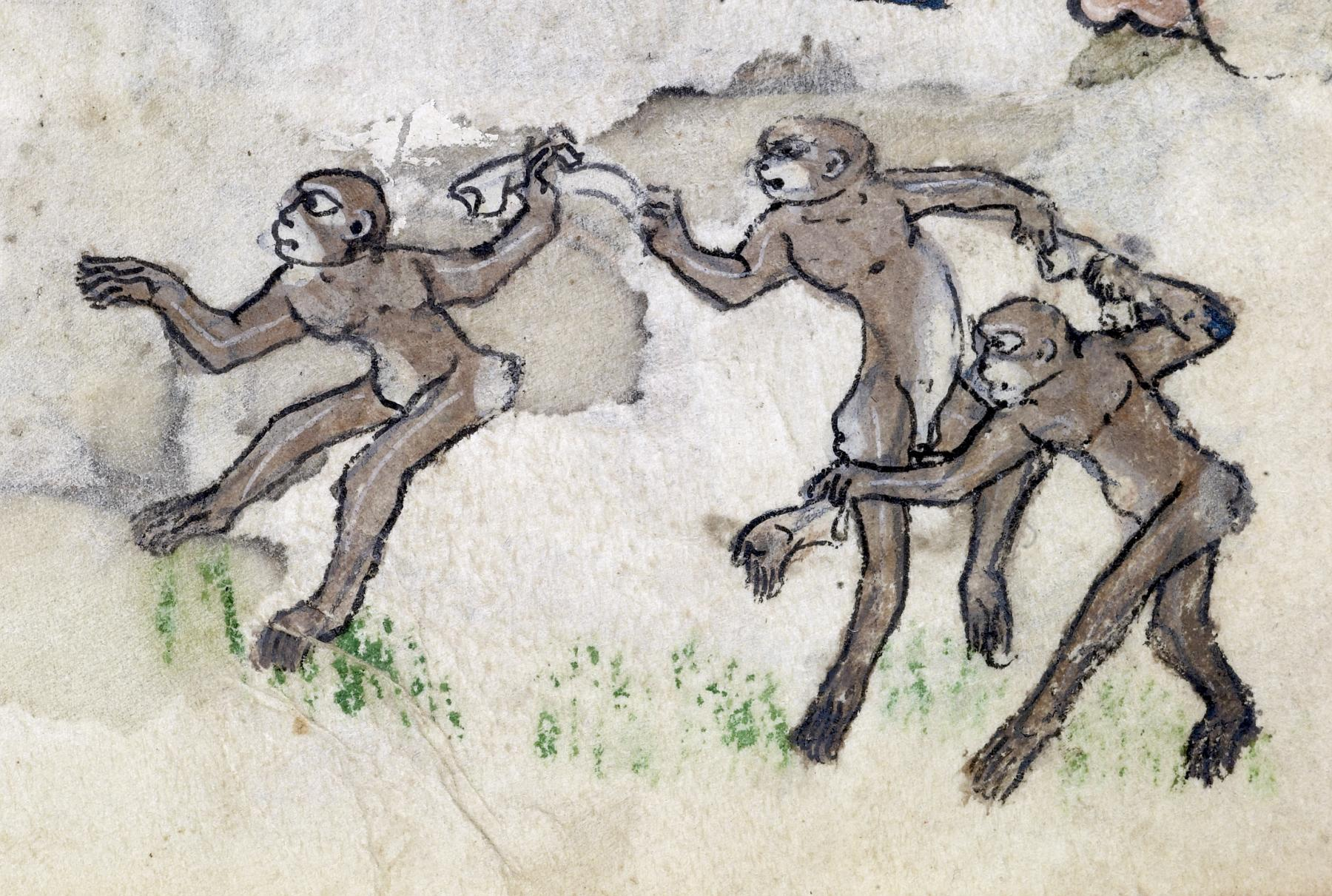
Танцующие обезьяны. Псалтирь и Часослов. Гент (Бельгия), ок. 1315–1325
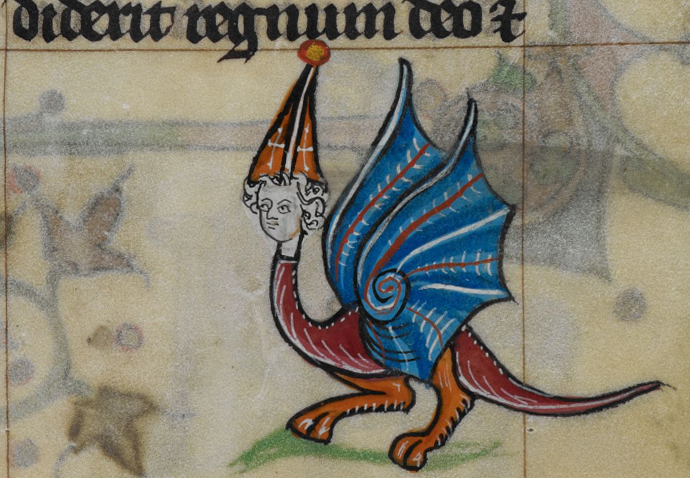
Дролери из Маастрихтского часослова, первая четверть XIV в.
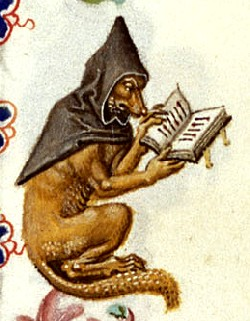
Лиса в монашеском шапероне читает книгу, маргиналия из Часослова ок. 1460 г.
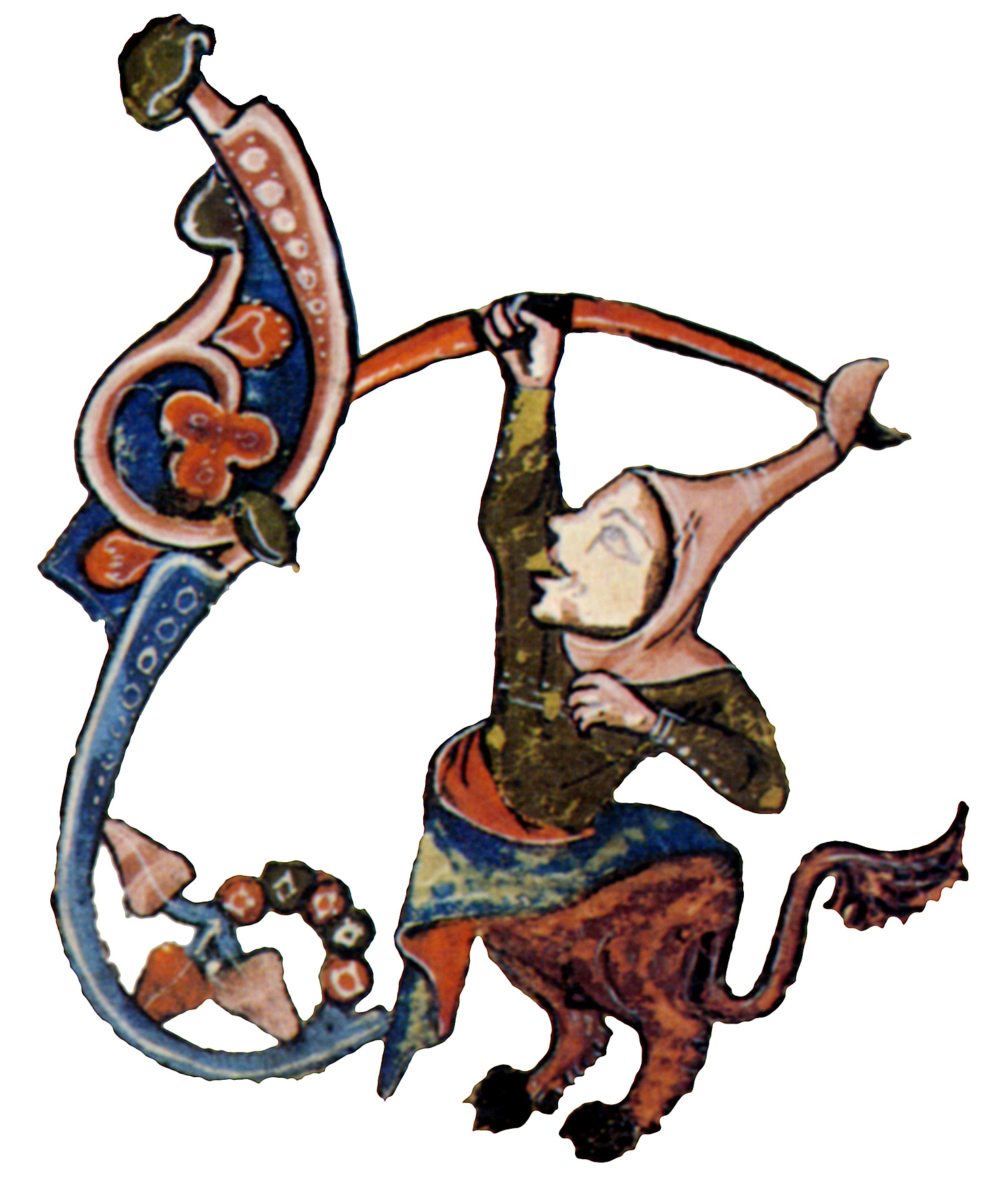
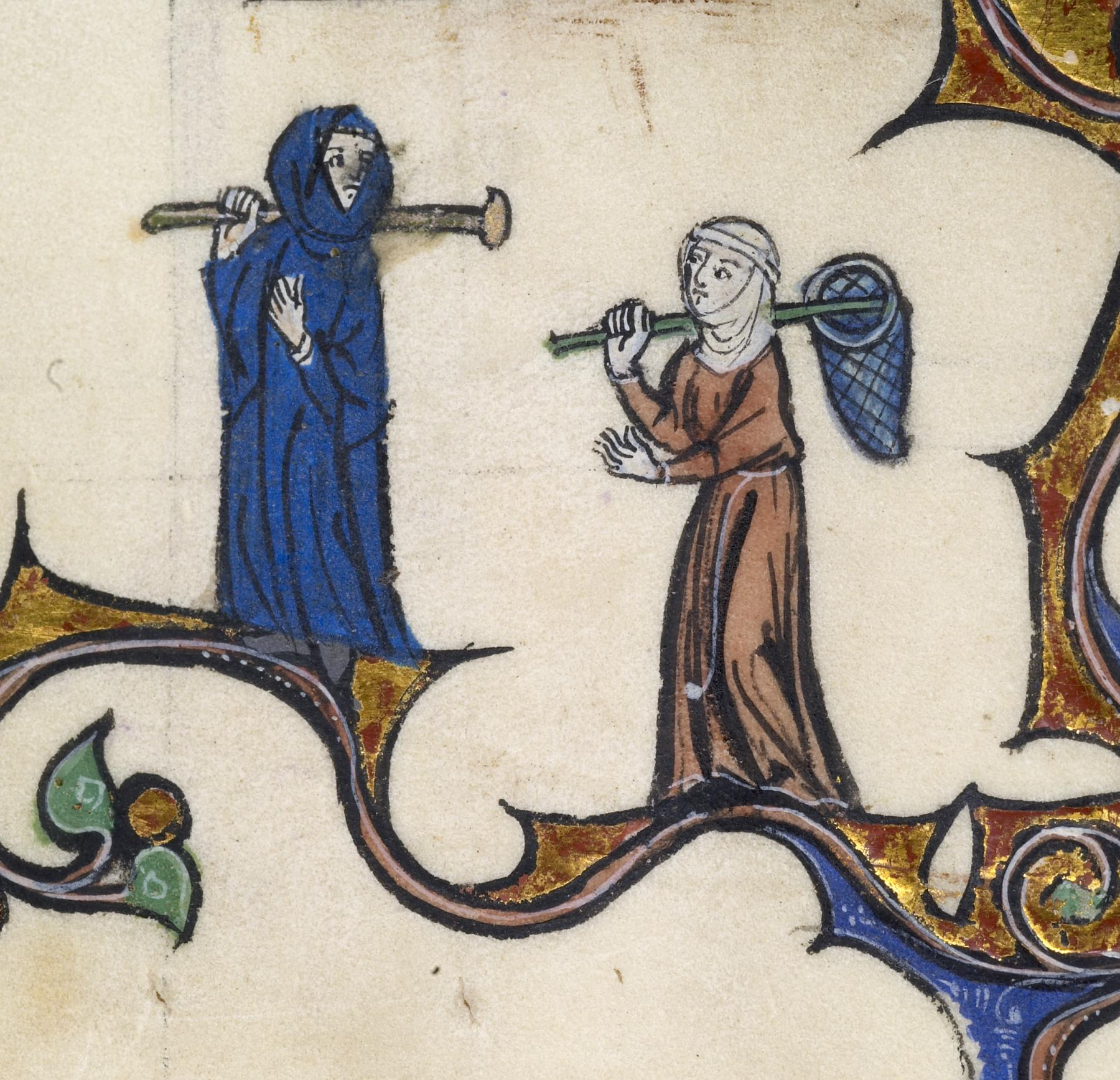
Двое с сачками для ловли бабочек. Дролери из французской рукописи кон. XIII в. из собрания Художественного музея Уолтерса
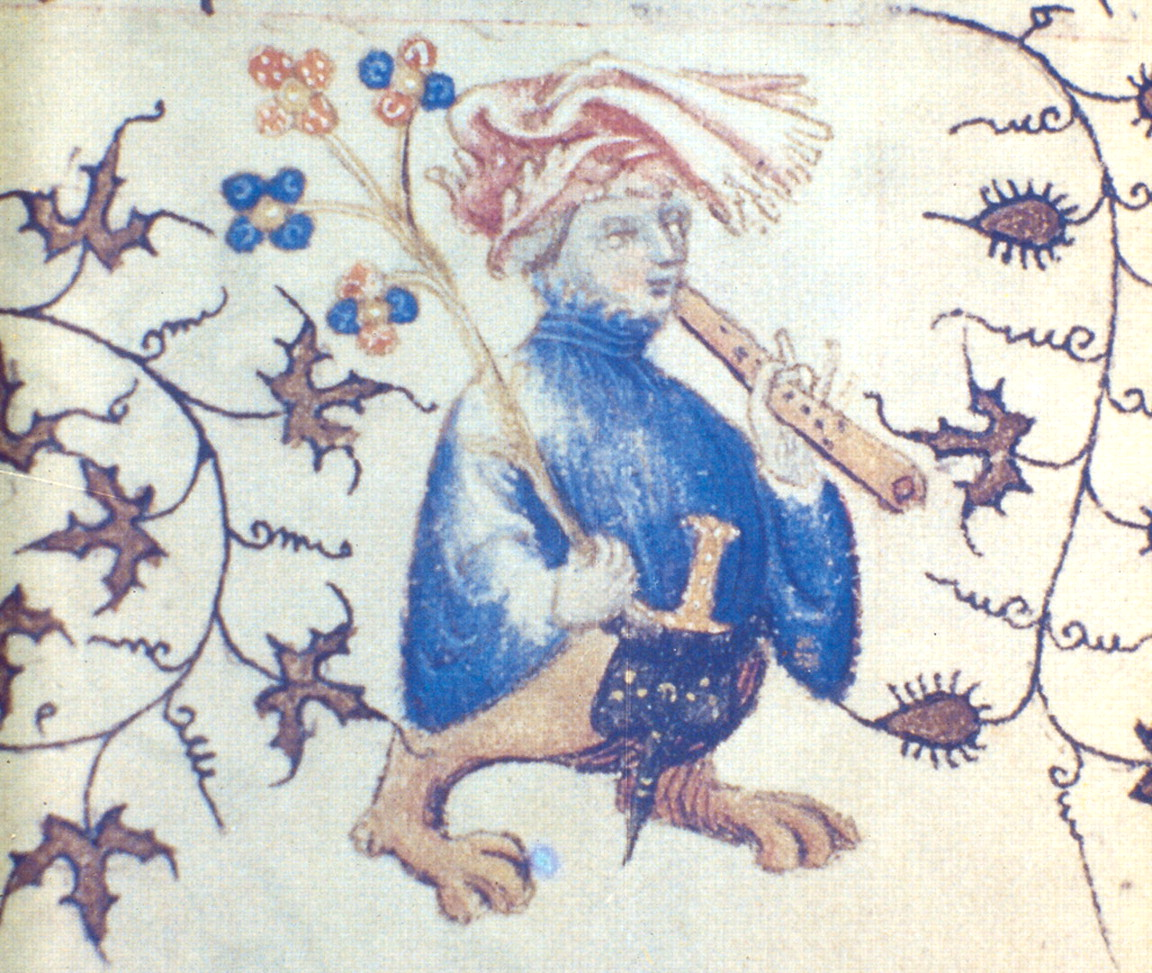
Флейтист, из французской рукописи 1408 г. из собрания Бодлианской библиотеки
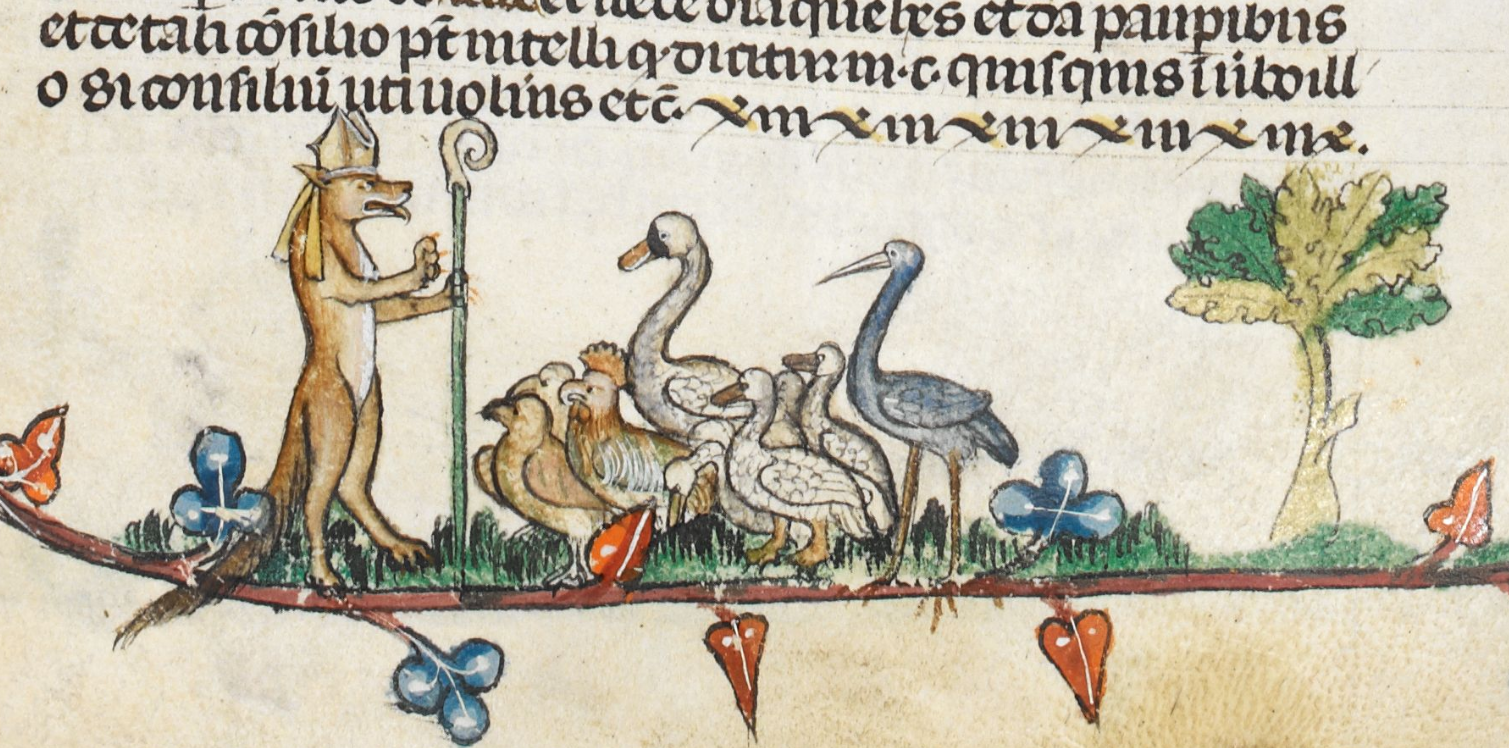
Лиса-проповедница в епископской митре и с посохом. Из Декреталий папы Григория IX (Смитфилдские декреталии) 1300-1340 гг.
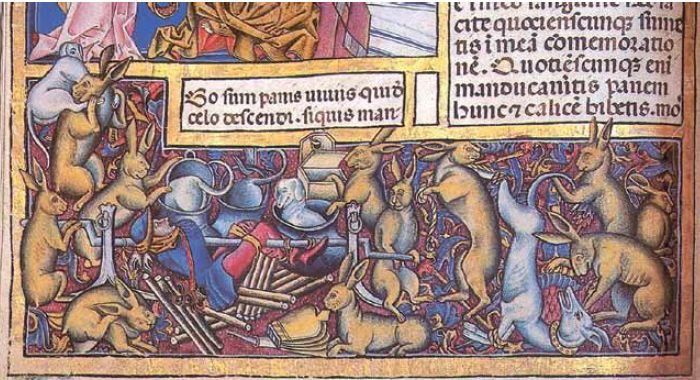
Охотник и его собаки в плену у зайцев, дролери «Миссала Георгия из Топуско» (нем. Missale des Georg von Topusko, вероятно, не позднее 1498 г.), из древлехранилища Загребского собора
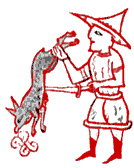
Буквица-дролери из древнерусского Евангелия XIV в., изображающая охотника, закалывающего кабана ножом
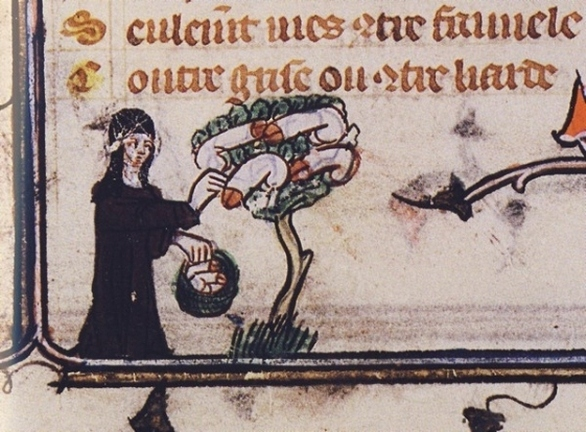
Монахиня, собирающая фаллосы. Маргиналия из рукописи «Романа о Розе» середины XIV века из собрании Национальной библиотеки Франции